# Saint David, Dominica
Saint David är en parish i Dominica. Den ligger i den centrala delen av landet, 21 km nordost om huvudstaden Roseau. Antalet invånare är 7 014. Arean är 132 kvadratkilometer. Saint David ligger på ön Dominica.
Terrängen i Saint David är kuperad.
Följande samhällen finns i Saint David:
- Castle Bruce
- Rosalie